# Charlotte Eisenblätter
Charlotte Eisenblätter (Charlottenburg, 7 agosto 1903 – Berlino, 25 agosto 1944) è stata un'antifascista tedesca.

## Biografia
Proveniente da una famiglia della classe operaia, atleta, aderendo successivamente a diverse organizzazioni della Resistenza tedesca collegate ai comunisti ed in particolare a quelle guidate da Robert Uhrig e Josef Römer. Fu compagna di Werner Seelenbinder. Lavorò come dattilografa alla Siemens, per poi passare ad uno studio legale tramite concorso.
Nel 1922 si allontanò dalla religione ed entrò nella SAJ, organizzazione alla quale era collegato l'SPD, all'interno del quale lei propagandò l'emancipazione femminile; successivamente divenne membro degli "Amici della Natura", dove rivelò le sue capacità di attivista.

### Militanza politica
In seguito aderì al KPD e, grazie alla possibilità di uscire dalla Germania offertale grazie alle sue doti sportive, nel 1941 portò clandestinamente a Berlino il programma dell'Internazionale Comunista.
Quando Alfred Kowalke, del KAPD, fu nominato coordinatore per le organizzazioni clandestine che lottavano contro i nazionalsocialisti nei Paesi Bassi, la Eisenblätter gli procurò un alloggio e creò le condizioni per un incontro segreto tra Alfred Kowalke e Werner Seelenbinder, in modo tale che Kowalke potesse entrare in contatto con Robert Uhrig.
Venne catturata dagli agenti della Gestapo nel 1942 e trucidata nel carcere di Berlino nell'agosto del 1944.
In suo ricordo, il 31 maggio 1951 le è stata dedicata una strada nel quartiere di Pankow e, il 3 settembre 1959, è stato emesso un francobollo con la sua immagine.